# Mnemosyne sulawesiensis
Mnemosyne sulawesiensis är en insektsart som beskrevs av Van Stalle 1988. Mnemosyne sulawesiensis ingår i släktet Mnemosyne och familjen kilstritar. Inga underarter finns listade i Catalogue of Life.